# Месняев, Григорий Валерьянович
Григорий Валерианович Месняев (30 марта 1892, Тула — 11 ноября 1967, Нью-Йорк) — писатель, общественный деятель русской эмиграции в США.

## Биография
Из дворянского рода. Детство провел на семейной усадьбе при селе Астафьево около Белёва.
В 1909 году окончил Орловский Бахтина кадетский корпус, в 1914 году — юридический факультет Киевского университета. Работал в Нежинском окружном суде.

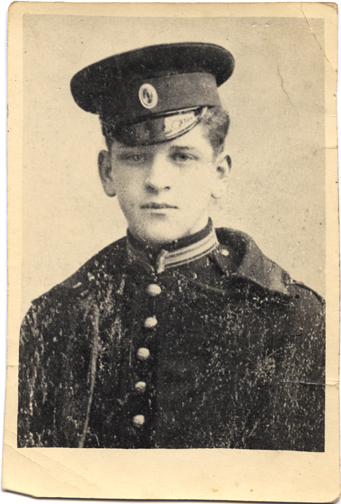
Выпускник Орловского Бахтина Кадетского Корпуса, 1909 г.

В 1914 году поступил в Виленское военное училище, по окончании которого в составе 152-го Владикавказского пехотного полка участвовал в Первой мировой войне; был тяжело ранен, за храбрость был представлен к ордену Святой Анны 4-й степени, произведён в поручики. С 1918 года продолжил работу в Нежинском окружном суде. В гражданскую войну, с августа 1919 года, состоял в Марковском полку Белой Армии; при эвакуации из-за болезни был оставлен в Ростове. Проживая в советской России, скрывал своё прошлое; работал в учреждениях здравоохранения, имел несколько публикаций по вопросам здравоохранения, в частности:
- Месняев Г. В. Кабардинка. — Ростов-н/Д: Азово-Черноморск. краев. кн-во, 1935. — 64 с. — (Курорты Азово-Черноморского края)
- Месняев Г. В. Курортная проблема на Северном Кавказе во 2-м пятилетии / Сев.-Кавк. краев. упр. здрав. — Ростов-н/Д : Сев. Кавказ, 1932. — 24 с.
- Месняев Г. В. Курортные местности Ростовской области. — Ростов н/Д : Ростиздат, 1939. — 52 с.
- Научные труды курортов и клиник Курупра Азово-Черноморского края (бывшего Северо-Кавказского) / Ред. коллегия: Е. З. Злотвер, П. И. Бухман, Г.Месняев . — Ростов н/Д : Азово-Черномор. краев. изд-во, 1934. — 326 с.
- Справочник о заработной плате медицинских работников : (В помощь райздравам и мед. учреждениям) / Сост. Г. В. Месняев и Н. К. Высоцкая; Рост. обл. здравотдел. — Ростов-н/Д: Ростведиздат, 1941. — 44 с.

С 1942 года находился на оккупированной гитлеровцами территории. В 1943 г. переехал в Баварию, в 1949 году — в США.
В 1948 г. возглавил комитет представителей местных русских эмигрантов в Баварии, который установил памятник Суворовским Чудо-Богатырям на месте старого русского военного кладбища в лесу около города Вейнгартена.

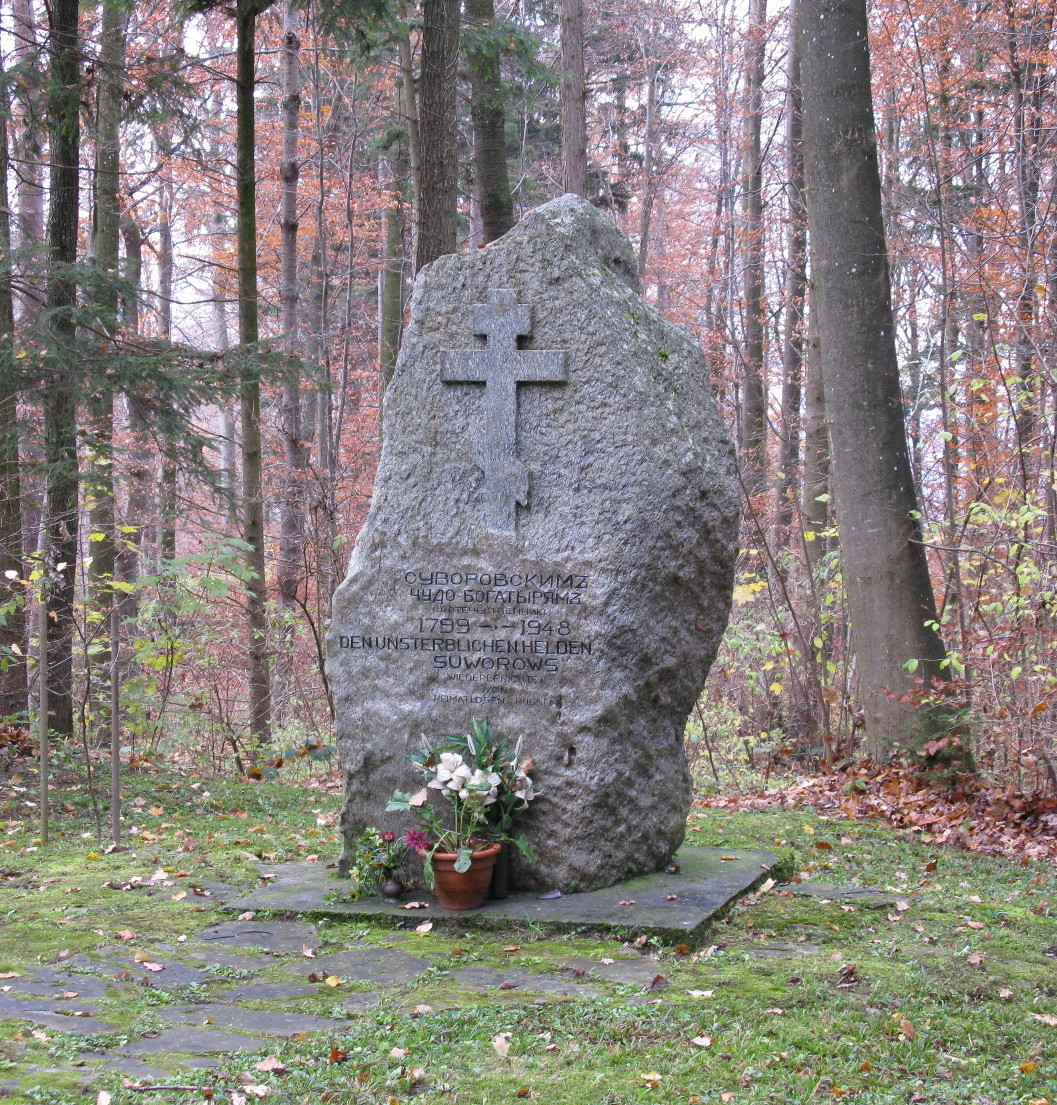
Памятник Суворовским чудо-богатырям, Вейнгартен.

В Нью-Йорке стал известным писателем, редактором газеты «Россия». После смерти Б. Л. Бразоля (1963) был избран председателем Общества им. Пушкина, отдав этому делу много внимания и труда.
Похоронен на кладбище Новодивеевского монастыря (штат Нью-Йорк).

### Семья
Брат — Пётр (20.8.1896 — 1.7.1971), капитан Белого движения, Первопоходник, участник галлиполийского сидения; после 1945 года противодействовал выдаче бывших советских граждан в СССР, после 1950 года в США создал Объединение марковцев.
Сестра — Клавдия (1893—1975), родилась в 1893 году в Туле, после революции осталась в СССР, проживала в Куйбышеве. Домохозяйка. Арестована 19 октября 1937 г., 31 декабря тройкой при Управлении НКВД по Куйбышевской области, приговорена по ст. ст. 58-10 (контрреволюционная пропаганда или агитация) и 58-11 (контрреволюционная организационная деятельность) к 10 годам заключения в ИТЛ. Реабилитирована Куйбышевским облсудом 14 сентября 1956 г.
Жена — Вера Викторовна (1.1.1901 — 12.3.1984).
Сын — Петр (30.4.1928 — 27.1.2007), инженер-электрик, американский бизнесмен.

## Творчество
В эмиграции регулярно печатался в журнале «Возрождение» (Париж), в газетах «Наша страна» (Буэнос-Айрес) и «Россия» (Нью-Йорк). Автор книг на исторические темы:
- Месняев Г. В. За гранью прошлых дней. — Буэнос-Айрес : Наша страна, 1957. — 304 с.
- Месняев Г. В. По следам минувшего. — Нью-Йорк : газета «Россия», 1965. — 448 с.
- Месняев Г. В. Поля неведомой земли. — Б. м. : Б. и., 1962. — 227 с. — (Содерж.: О ген. М. Д. Скобелеве, Н. С. Гумилёве, Виленском пехотном юнкерском училище; Б-ка Г. А. Андреева-Хомякова)

Четвёртая книга о Н. М. Карамзине осталась незаконченной.
публицистика
- Месняев Г. В. Отечественная война в русской художественной литературе (недоступная ссылка — история) // Новый журнал. — 2012. — № декабрь.
- Месняев Г. В. Предки // Новый журнал. — 2014. — № 277.

Некоторые из его суждений о Советской России подвергались критике в среде эмигрантов.